# Манатов Шаріф Ахметзянович
Шаріф Ахметзяновіч Манатов (башк. Шәриф Әхмәтйән улы Манатов 20 жовтня 1887, Монатово, нині не існує, територія в Курганській області — 1936, Смородинка, Челябінська область) — державний і громадський діяч, один із лідерів Башкирського національного руху, Голова Башкирського центрального шуро, вчений-сходознавець, журналіст, соціолог.

## Життєпис
Шаріф Ахметзяновіч (Ахметович; Ахмедович; Шаріф Ахметзян) Манатов (Монатов) народився 20 жовтня 1887 року (за іншими даними 1892 року) до сім'ї башкирського мулли в селі Манатово в Катайській волості Челябінського повіту Оренбурзької губернії . Рішенням Курганського облвиконкому № 389 від 27 вересня 1965 року с. Монатово Юламановскої сільради Альменєвского району Курганської області виключена як таке, що зселилося.
Спочатку вступив до медресе «Галія» в Уфі . Середню освіту здобув у семінарії Семипалатинська (закінчив в 1910 році).
У 1910 році вступив на історико-філологічний факультет інституту імені Бехтерева в Санкт-Петербурзі . З вересня 1911 року навчався на педагогічному факультеті Петербурзького психоневрологічного інституту за спеціальністю «загальна історія». У жовтні 1914 року пішов з 3-го курсу. Працював журналістом. У 1914 році в газеті «Тормош» («Життя», Уфа) опублікував статтю, в якій писав, що мусульмани Росії завжди будуть працювати попліч із російською інтелігенцією. У 1914 році вступив до Стамбульського університету . У січні 1915 року — березні 1916 року працював вагарем на женевській шоколадній фабриці, потім на фермі в передмісті Онé. У Швейцарії (Цюріху або Женеві) зустрічався з В. І. Леніним. З січня 1917 року Манатов є членом партії меншовиків-інтернаціоналістів. Після Лютневої революції повернувся в Оренбург. Тут він вливається в Башкирської національний рух і стає одним з організаторів Башкирських з'їздів (курултаїв) і руху за створення автономії Башкортостану .
Башкирське обласне шуро було обране 20 липня 1917 року в Оренбурзі на I Всебашкирському курултаї в складі 6 осіб. Головою було обрано Манатова Шаріфа. Обрані членами виконавчого комітету Центрального шуро: Шаріф Манатов, Гаріф Мутін, Сагід Мрясов, Ільдархан Мутін, Осман Куватов, Харіс Юмагулов. Шуро безпосередньо займалося підготовкою переговорів і здійсненням Башкирської територіальної автономії в федеративному устрої Росії. II Всебашкирський курултай, що відбувся 25-29 серпня 1917 року в Уфі, знову висловився за федеративно-демократичний устрій Росії і переобрав обласне шуро: його склад збільшився до 12 осіб, головою шуро знову був обраний Шаріф Манатов, а його заступником став Ахмет-Закі Валіді. Після Жовтневої революції в Петрограді Манатов переїхав разом з шуро до Оренбургу, де шуро приєдналося до сформованого в жовтні 1917 року Комітету порятунку Батьківщини і Революції на чолі з отаманом Олександром Дутовим. Башкирський Уряд в Оренбурзі 11 листопада 1917 року у Фармані № 1 (Указ № 1) підтвердило необхідність для башкирів власного національного самоврядування. А 15 листопада 1917 року Башкирське обласне шуро явочним порядком прийняло вже постанову про проголошення автономії Башкортостану, яка на наступний день була оголошена Фарманом № 2 (Указ № 2). Його підписали голова шуро Шаріф Манатов, його заступник Ахмет-Закі Валіді, секретар шуро Шайхзада Бабич і шість завідувачів відділами шуро. У постанові і Фармане говорилося: «Башкирська обласна рада оголошує башкирську територію Оренбурзької, Уфімської, Самарської і Пермської губерній з цього 15 листопада автономною частиною Російської республіки». Як голова Башкирського уряду був уповноважений вести переговори з РНК про автономію Башкортостану, затверджену Установчим Башкирським Курултаєм (парламентом) в грудні 1917 року в Оренбурзі.
8-20 грудня 1917 року в Оренбурзі відбувся III Всебашкірський установчий курултай . На ньому було вирішено затвердити проголошення автономії Башкортостану в межах Малої Башкирії, що охоплює територію, зайняту східними башкирами, з поділом її на 9 кантонів. З'їзд утворив органи автономного управління Малої Башкирії, визначив склад передпарламенту — Малого Курултаю з 22 членів і 3 кандидатів. При таємному голосуванні за більшістю поданих голосів перші два місця в члени передпарламенту зайняли, відповідно, Шариф Манатов і Ахмет-Закі Валіді. Манатов, будучи членом Установчих Зборів за списком башкир-федералістів Оренбурзької губернії, приїхав до Петрограда 6 (19) січня 1918 року, коли Установчі збори були розпущені. 7 січня 1918 року при зустрічі з Леніним Манатов заявив, що є люди, які намагаються представити башкирська рух як нібито спрямоване проти революції, що не відповідає дійсності; Ленін же в свою чергу запропонував створити центральне мусульманську установу, застереживши при цьому (відповідно до спогадів Манатова): якщо будете діяти заодно з Йосипом Сталіним, то досягнете всього, чого бажаєте.
Комітет у справах мусульман Внутрішньої Росії, створений декретом РНК від 17 січня 1918 року при Народному комісаріаті у справах національностей РРФСР, в складі: М. М. Вахітов (голова), Г. Г. Ібрагімов і «член колишнього Установчих зборів від Оренбурзької губ.» Ш. А. Манатов (заступник голови).
Манатов співпрацював у першій газеті татарською мовою «Чулпан» («Ранкова Зірка»).
Після арешту шуро і Башкирського уряду (обраного на Башкирському курултаї в Оренбурзі в грудні 1917 року) 4 лютого 1918 року Оренбурзьким ВРК Тимчасовий Революційний Рада Башкортостану (сформована в той же день) звернулася в Наркомнац з вимогою арешту Манатова, на що Сталін відповів: Манатов «затверджений членом Мусульманського комісаріату при РНК. Він по вашій телеграмі заарештований не буде, не буде також знятий із займаної ним посади». Манатов підписав разом зі Сталіним та іншими "Положення Наркомнаца про утворення Татаро-Башкирської Радянської Республіки " (опубліковано 23 березня в «Правді»).
У березні 1918 року він познайомився з засновником Комуністичної партії Туреччини Мустафою Субхі . Цілком ймовірно, що саме Субхі рекомендував Шаріфа Ахметовича для підпільної революційної роботи в Туреччині.
У травні 1918 року Шаріф Манатов вступив до лав ВКП(б). Тоді ж, під час спільної поїздки в Уфу, Г. Г. Ібрагімов «відправив Манатова за ґрати», про що 21 липня повідомила місцева газета «Вперед». З Сарапульської в'язниці Манатов відправив лист Й. Сталіну і був звільнений. З січня 1919 року перебував у відрядженні в Туреччину для надання допомоги в створенні комуністичної партії. Тут обраний до президії Анкарського комітету Компартії, заснував і очолив газету «Єні дунья». Восени 1920 року заарештований, утік («підкупивши вартових»). Декретом Раднаркому від 21 грудня 1920 року його призначають повноважним представником Наркомнаца в Башкирській АРСР .
У жовтні 1921 повернувся в Москву представником Башкирії в Наркомнаці . З березня 1923 року очолював ГУС Туркестанського Наркомосу (Ташкент). З грудня 1923 року по травень 1925 року керував Академічним центром при Народному комісаріаті освіти БАССР (Уфа). У вересні 1924 року під час чистки радянських установ від «небажаних елементів» був звільнений від роботи. Потім працював в Ярославському педагогічному інституті, був завідувачем відділом друку ЦК Компартії Азербайджану, ректором педагогічного інституту. У 1925—1931 рр. викладав «історію більшовизму і ленінізму» в Закавказькому Комуністичному інституті ім. 26 бакинських комісарів (Тифліс), завідував пропагандистським підвідділом агітпропу Закавказького крайкому партії. У зв'язку з погіршенням здоров'я переїхав до Криму, з листопада 1931 року по жовтень 1932 року на посаді професора викладав в Сімферопольському комвузі (був також «керівником історичної кафедри»). З 1 жовтня 1932 року за відрядженням ЦК ВКП(б) і за поданням С. Ф. Ольденбурга зарахований до аспірантури ІВ АН СРСР (по арабському відділенню; науковий керівник акад. І. Ю. Крачковський; спеціальність «історія Туреччини»).
З 9 жовтня 1933 року зарахований в ПБ на півставки головним бібліотекарем ОНЛ. З 21 листопада того ж року звільнений з ПБ через зарахування до аспірантури. З 1 травня 1934 року відрахований з аспірантури «через хворобу».
Переїхавши до Фрунзе, Манатов на посаді в. о. професора читав лекції з загальної історії в Киргизькому педагогічному інституті. У 1935 році виїхав для лікування в Башкирію. Під час перебування Манатова в столиці з Фрунзе надійшов «сигнал», що він «вважається хворим», а насправді «використовує перебування в Уфі для зв'язку з виключеними з партії і знятими з роботи». Рішенням Фрунзенського міськкому від 31 жовтня 1935 року Манатов був виключений з партії «як такий, що не зжив контрреволюційної буржуазно-націоналістичної ідеології». Звільнившись з інституту і відправивши (на початку 1936) лист в КПК з проханням зняти з нього несправедливе звинувачення, Манатов у супроводі дружини, трьох дітей поїхав до брата в село Смородинка Челябінської області. У березні 1936 року виїзна «парттрійка» винесла рішення про перенесення питання на дозвіл партколегії КПК «згідно прохання». Перегляду Манатов не дочекався.
Помер у 1936 році і «похований з почестями» на сільському кладовищі в с. Кучукове Учалинського району Башкирської РСР . Після XX з'їзду КПРС його дружина Г. С. Манатова відновила клопотання покійного чоловіка. 21 червня 1962 року КПК при ЦК КПРС розглянула її заяву, і він «був реабілітований в цивільному і партійному відношенні» .

## Твори
- Башкирська Автономна Республіка. // Життя національностей, кн. 1, 1923. — С. 40-45.
- Турецька життя в відображенні турецької преси // Новий Схід. 1922. Кн. 1.

## Родина
Шаріф Манатов був одружений, у них четверо дітей, які за радянських часів проживали в Литовській РСР.
Син Шаміль Шаріфович Манатів в роки Великої Вітчизняної війни був військовим льотчиком, а потім працював у цивільній авіації.